# Heinrich Ludwig Bonath
Heinrich Ludwig Bonath (auch: Heinrich Ludewig Bonath; geboren 18. Juni 1770 in Celle; gestorben 1806 in Göttingen) war ein Herzoglich Oldenburgischer Kammersekretär und Schriftsteller. Zur Zeit der Personalunion zwischen Großbritannien und Hannover gab er unter anderem die in Celle 1799 erscheinende Zeitschrift „Monatsfrüchte des Britischen Geistes“ heraus.

## Leben
Heinrich Ludwig Bonath absolvierte die Schule in Celle und studierte anschließend an der Universität Göttingen.
Nach seiner Tätigkeit als Herzoglich Oldenburgischer Registrator für den Hof in Oldenburg wurde er während der sogenannten „Franzosenzeit“ um 1806 Kammersekretär in Oldenburg. In diesem Zeitraum pflegte er des Öfteren Umgang mit dem befreundeten Oldenburger Buchhändler Johann Peter Schulze.
Bonath verfasste verschiedene Aufsätze im Hannövrischen Magazin und anderen Zeitschriften. Zu seinen frühen Publikationen zählt seine 1796 im Nachgang zur Französischen Revolution formulierte Reflexion Wer ist schuld an dem Sturze eines Staates?
Neben Übersetzungen aus dem Englischen von Schriften von Francis Bacon sammelte und bearbeitete Bonath Kinderschriften aus Großbritannien zum Erlernen der englischen Sprache durch Kinder und Jugendliche. Daneben übertrug und bearbeitete er beispielsweise Schriften des britischen Geistlichen und Dichters Thomas Gisborne wie Sittenspiegel für Mädchen und Frauen oder Versuche über die Pflichten des weiblichen Geschlechts. Daneben sinnierte er ... über den weiblichen Putz und schließlich über „Das Wahre, Gute und Schöne ...“

## Schriften (Auswahl)
- in der Zeitschrift Der Genius der Zeit. Ein Journal:
  - Wer ist schuld an dem Sturze eines Staates, 1796, Stück 7, Nr. 3
  - Ueber den einreißenden inurbanen Ton unserer Gelehrten, 1797, Stück 6 Nr. 9
  - Etwas über Pasigraphie und ihre Erfindung, 1798, Stück 1 Nr. 5
  - Franz Bacon's von Verulam Anklage des Duells, 1798, Stück 8 Nr. 6
  - Anthrophologische Fragmente, aus Franz Bacon's Schriften gesammelt, 1798, Stk. 9. Nr. 6
    - Fortsetzung, 1800, Stk. 9 Nr. 4
- Englische Kinderschriften. Gesammelt und für die Jugend bearbeitet, Bd. 1: History of little Jack, „für Kindern zur leichteren Erlernung des Englischen“, Celle 1799
- Heinrich L. Bonath (Hrsg.): Monatsfrüchte des brittischen Geistes. Ein Magazin der besten Aufsätze aus der Zeitschrift der Engländer, Celle: Schulze,[6]
- Sittenspiegel für Mädchen und Frauen oder Versuche über die Pflichten des weiblichen Geschlechts / Nach dem Englischen des Dr. Gisborne bearbeitet und mit Anmerkungen und Zusätzen vermehrt von Heinrich Ludewig Bonath, Altona, bey J. F. Hammerich 1800; Digitalisat über die Universitäts- und Landesbibliothek Sachsen-Anhalt
- in: Irene. Eine Monatschrift
  - Etwas über den weiblichen Putz, 1804, November, Nr. 2
  - Reflexionen über das Wahre, Gute und Schöne, 1805, August, Nr. 2
- Freude der Oldenburger über die Rückkehr ihres Fürsten. Eine Darstellung aller dadurch veranlaßten Feyerlichkeiten in der Stadt und auf dem Lande / H. L. Bonath, Oldenburg: Schulze, 1807